# Табаев, Даниил Иванович
Даниил Иванович Табаев (южноалтайский язык Тыныл Ильдирикович; 5 июня 1937, Купчегень, Западно-Сибирский край — 19 марта 2019) — председатель Государственного Собрания-Эл Курултай Республики Алтай в 1997—2001 годах.

## Биография
Родился 5 июня 1937 года в селе Купчегень Онгудайского района в семье колхозника. Рано осиротел. Мать умерла в 1938 г. Отец погиб на фронте в годы Великой Отечественной войны в 1944 году. Воспитывался в детском доме. Закончил Горно-Алтайскую национальную среднюю школу в 1955 году и был направлен в Елабужскую специальную среднюю школу МВД, по окончании которой работал участковым инспектором в органах МВД. С 1959—1963 учился в Свердловском государственном юридическом институте и по завершении учёбы работал следователем прокуратуры Майминского района Горно-Алтайской автономной области, членом областного суда, заместителем прокурора области, председателем областного суда. С 1988 года на административной работе: секретарь облисполкома, ответственным работником обкома КПСС. С 1988 года секретарь Горно-Алтайского облисполкома.
Окончил аспирантуру Института государства и права АН СССР, доктор юридических наук, заслуженный юрист России.

## Деятельность в Государственном Собрании Республики Алтай
С 1992 по 1997 гг. заместитель, первый заместитель Председателя Верховного Совета Республики Алтай, с 1993 г. Государственного Собрания Республики Алтай. С августа 1997 по декабрь 2001 г. Председатель республиканского парламента.
Д. И. Табаев является автором Декларации «О государственном суверенитете Горно-Алтайской АССР», участвовал в разработке текста первой редакции Конституции Республики Алтай и иных законопроектов и нормативно-правовых актов принятых в 1990—1997 гг.

## В России
Являлся членом Совета Федерации Российской Федерации от Республики Алтай с 1997 по 2001 гг., занимая должность заместителя председателя Комитета по законодательству и судебно-правовым вопросам. Участвовал в подготовке Федеративного договора в 1994 г. и являлся членом Конституционной комиссии по подготовке проекта Конституции РФ 1993 г.
Член межпарламентской ассоциации стран СНГ. Инициатор создания ассоциации регионов «Горные регионы России».

## После отставки
Преподавал на кафедре государства и права Горно-Алтайского государственного университета, доктор юридических наук, профессор, заслуженный юрист Российской Федерации.
Являлся председателем комиссии по вопросам помилования Республики Алтай с 2002—2007 гг.
Член КПРФ.

## Награждён
- орденом Дружбы,
- медаль «Ветеран труда»,
- Орден «Тан Чолмон» Республики Алтай,
- почётными грамотами Совета Федерации Федерального Собрания России и Государственной Думы России, а также Республики Алтай. Имеет благодарность Президента РФ В. В. Путина.

## Сочинения
- Чуйский тракт (1975)
- Погиб поэт (1997)
- С верой в закон (1997)
- Надуманные противоречия (2000)
- На рубеже веков (2006)
- На правовой стремнине (2007)